# Синаптонемный комплекс
Синаптоне́мный ко́мплекс (СК) — белковый комплекс, формирующийся между гомологичными хромосомами (двумя парами сестринских хроматид) в ходе мейоза. Синаптонемный комплекс предположительно является связующим звеном между хромосомами во время спаривания (синапсиса).

## История открытия
Синаптонемный комплекс независимо описали в 1956 году пионеры электронной микроскопии Монтроуз Мозес в первичных сперматоцитах речного рака Procambarus clarkii и Дон Фосетт в сперматоцитах голубя, кошки и человека.

## Функции
Сейчас доказано, что синаптонемный комплекс не является необходимым для генетической рекомбинации. В ходе исследований было показано, что он формируется уже после рекомбинации, а мутантные клетки дрожжей, неспособные к образованию синаптонемного комплекса, продолжают вступать в обмен генетическим материалом (то есть рекомбинацию). В настоящее время считается, что СК выступает в роли «опоры» для прохождения нормального кроссинговера между гомологичными хромосомами.

## Структура
Как видно в электронный микроскоп, синаптонемный комплекс состоит из трёх частей: двух параллельных продольных боковых участков и центрального элемента. Было описано 3 специфичных белка синаптонемного комплекса: SYCP1, SYCP2 и SYCP3. Продольные элементы сформированы прежде всего белком SYCP3 и во вторую очередь — белком SYCP2. Кроме того, они включают поперечные филаменты, состоящие из белка SYCP1. Центральный белок состоит из белка SYCP1 и как минимум двух дополнительных белков. У человека ген SYCP1 локализован на хромосоме 1p13, SYCP2 — на хромосоме 20q13.33, SYCP3 — 12q.
СК можно увидеть в световой микроскоп с использованием мечения серебром или при помощи иммунофлуоресцентных технологий с мечением белков SYCP3 или SYCP2.
Такая «трёхсоставная» структура видна стадии пахитены профазы первого деления мейоза как у мужских, так и у женских особей в процессе гаметогенеза. До пахитены в ходе лептотены начинают формироваться боковые элементы, их формирование завершается к стадии зиготены. По завершении пахитены СК распадается и уже более невидим.
Синаптонемный комплекс отображает характер спаривания (синапсиса) гомологичных хромосом и может использоваться для обнаружения отклонений в спаривании хромосом у особей с хромосомными аномалиями (по количеству или структуре). Половые хромосомы у млекопитающих мужского пола подвергаются лишь неполному синапсису, так как в паре XY формируется только короткий СК.
Синаптонемный комплекс у различных эукариотических организмов структурно отличается очень мало, хотя между белками имеются серьёзные различия. У многих организмов СК несёт одно или несколько «рекомбинационных утолщений», приуроченных к его центральному пространству. Такие утолщения, вероятно, соответствуют уже произошедшей рекомбинации на этом участке.